# Castelo de Alatskivi
O Castelo de Alatskivi (em estónio: Alatskivi loss, em alemão: Schloss Allatzkiwwi) é um castelo neogótico do século XVII localizado em Alatskivi, condado de Tartumaa, Estónia. Foi reconstruído no final do século XIX pelo Barão Arved von Nolcken, seguindo os modelos da residência real em Balmoral, Escócia. Uma reforma ocorreu entre 2005 e 2011, onde cinco quartos do primeiro andar abrangeu o museu Eduard Tubin, que documenta suas realizações como compositor e maestro.
O castelo está rodeado por vários edifícios auxiliares e um parque florestar de 130 hectares de área, o maior do condado. O parque contém muitos carvalhos, bordos, fraxinus, alnus e uma estrada de acesso forrada de tílias

## Localização
O Castelo de Alatskivi está localizado a 40 quilómetros ao norte de Tartu e 205 quilómetros de Tallinn. Ele é construído sobre a elevada margem do Lago Alatskivi ao pé do vale de mesmo nome. O acesso ao castelo é dado por arco no final de uma estrada ladeada de árvores de tílias.

## História
A primeira menção da construção foi em 1601. Em 1628, Gustavo II Adolfo da Suécia deu a propriedade para seu secretário Johan Adler Sálvio. Em 1642, Hans Detterman Cronman (c.1600-c.1645) o adquiriu. Em 1753, foi comprado pelos Stackelberg e herdado pelos Nolckens em 1870.

## Galeria

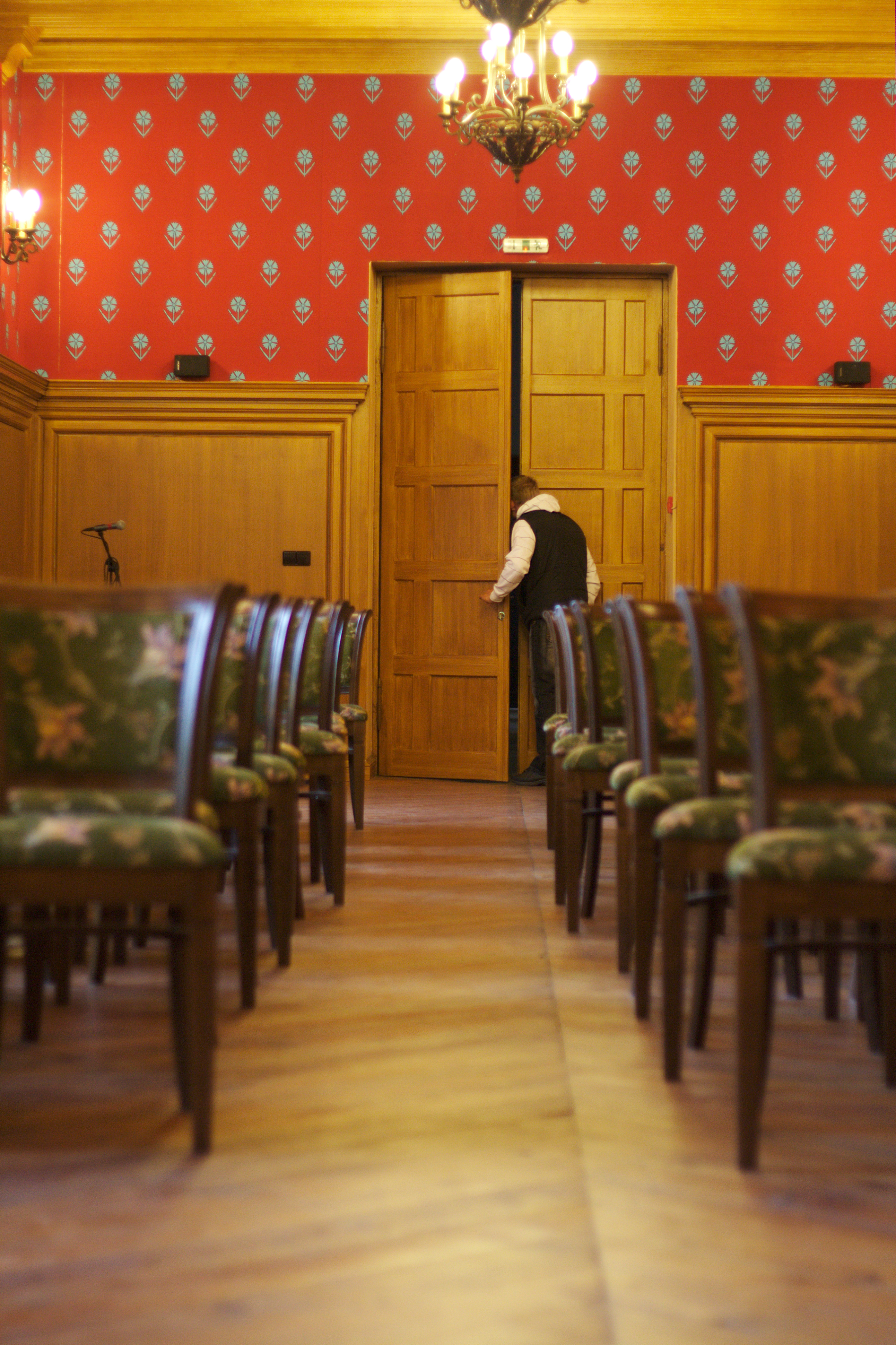
Interior
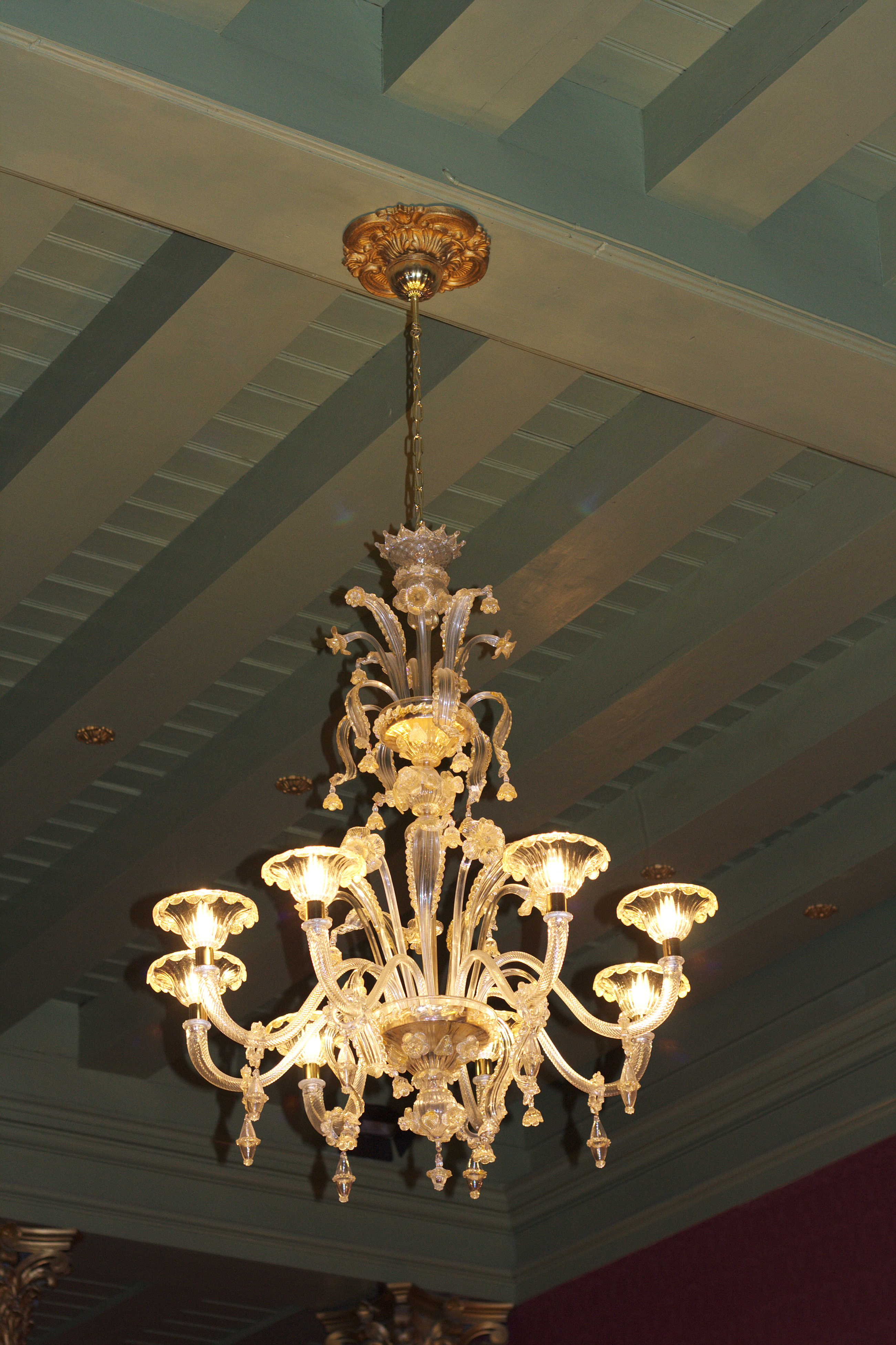
Chandelier
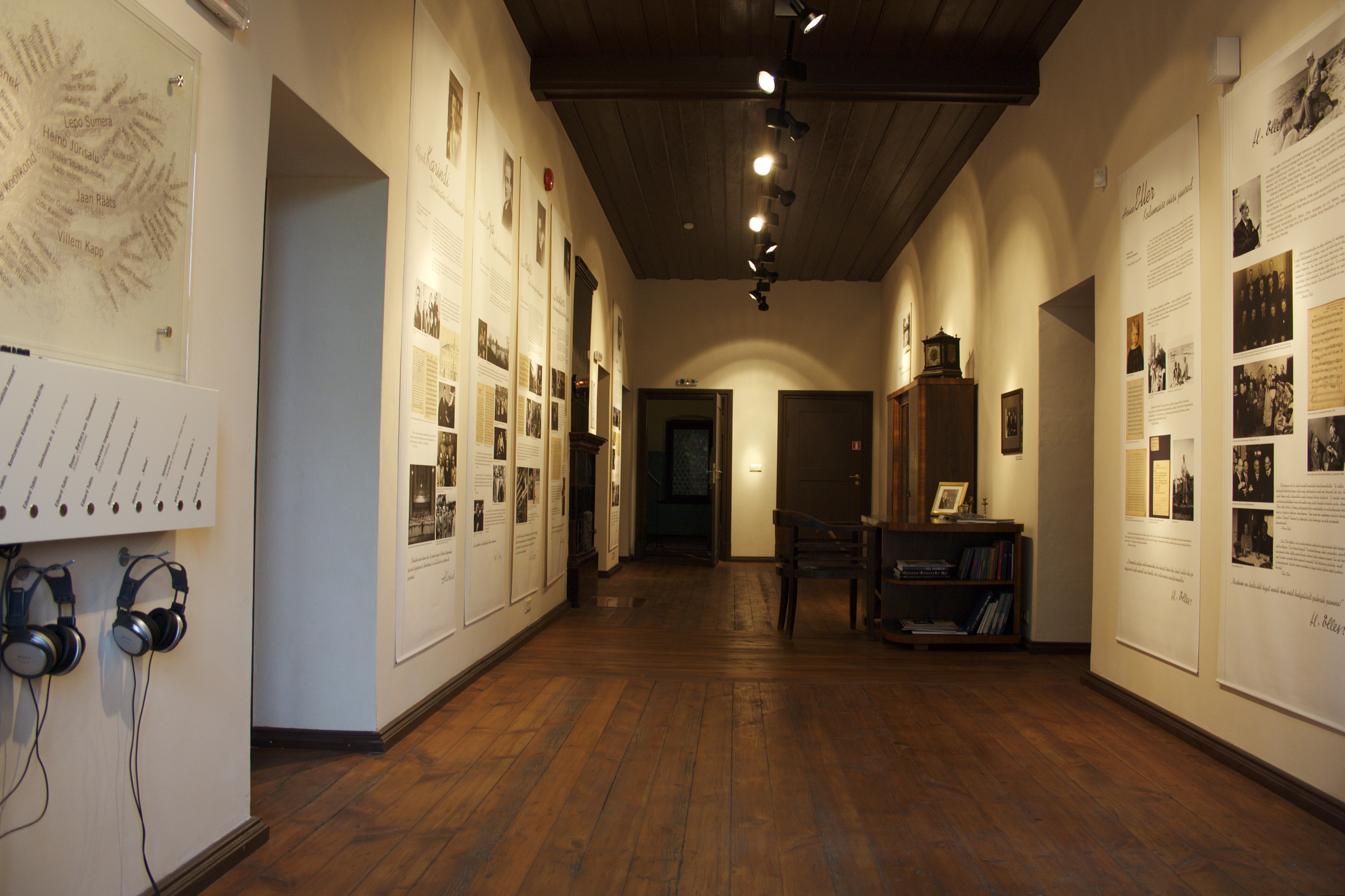
Exibição
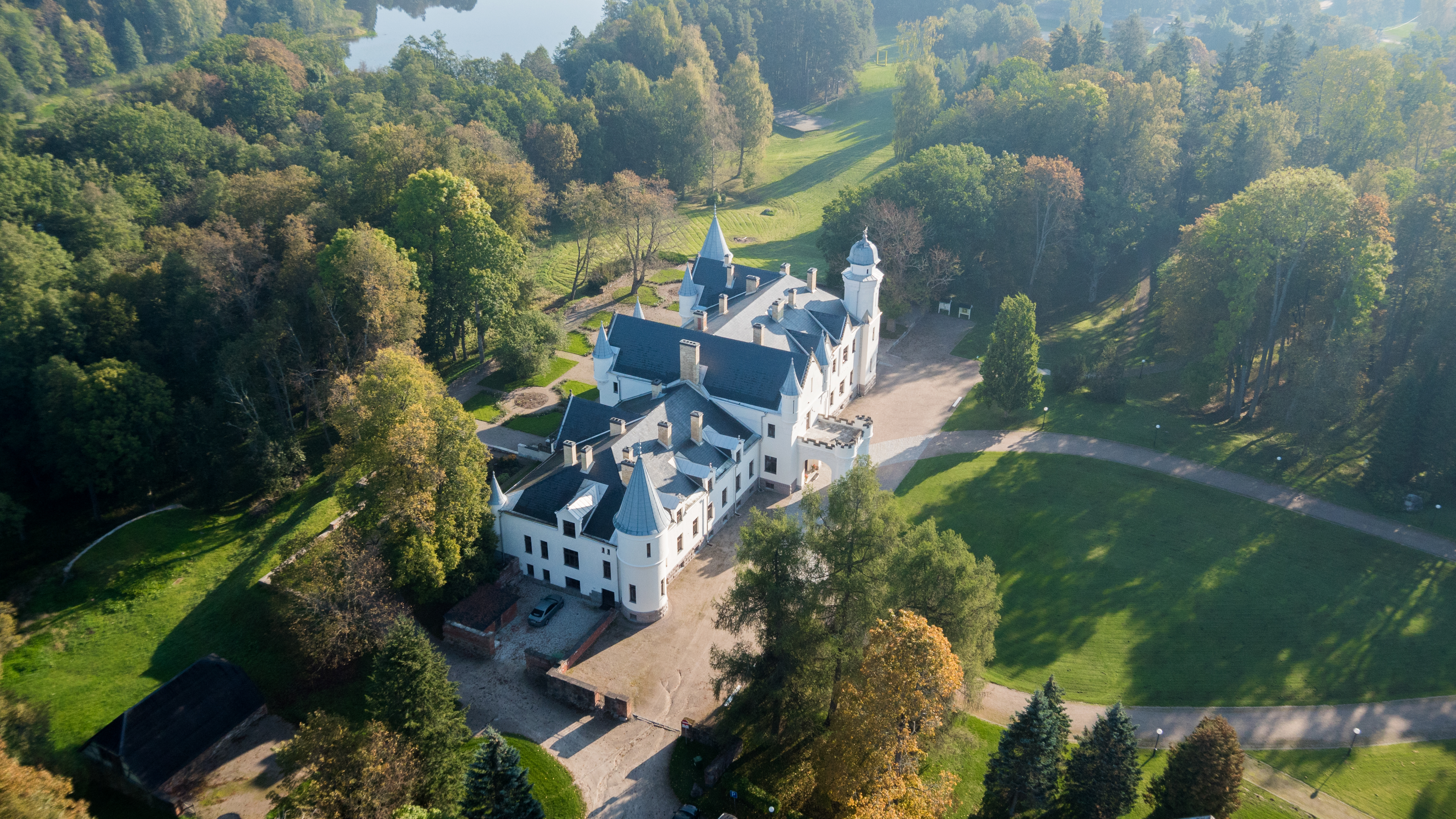
Visão aérea
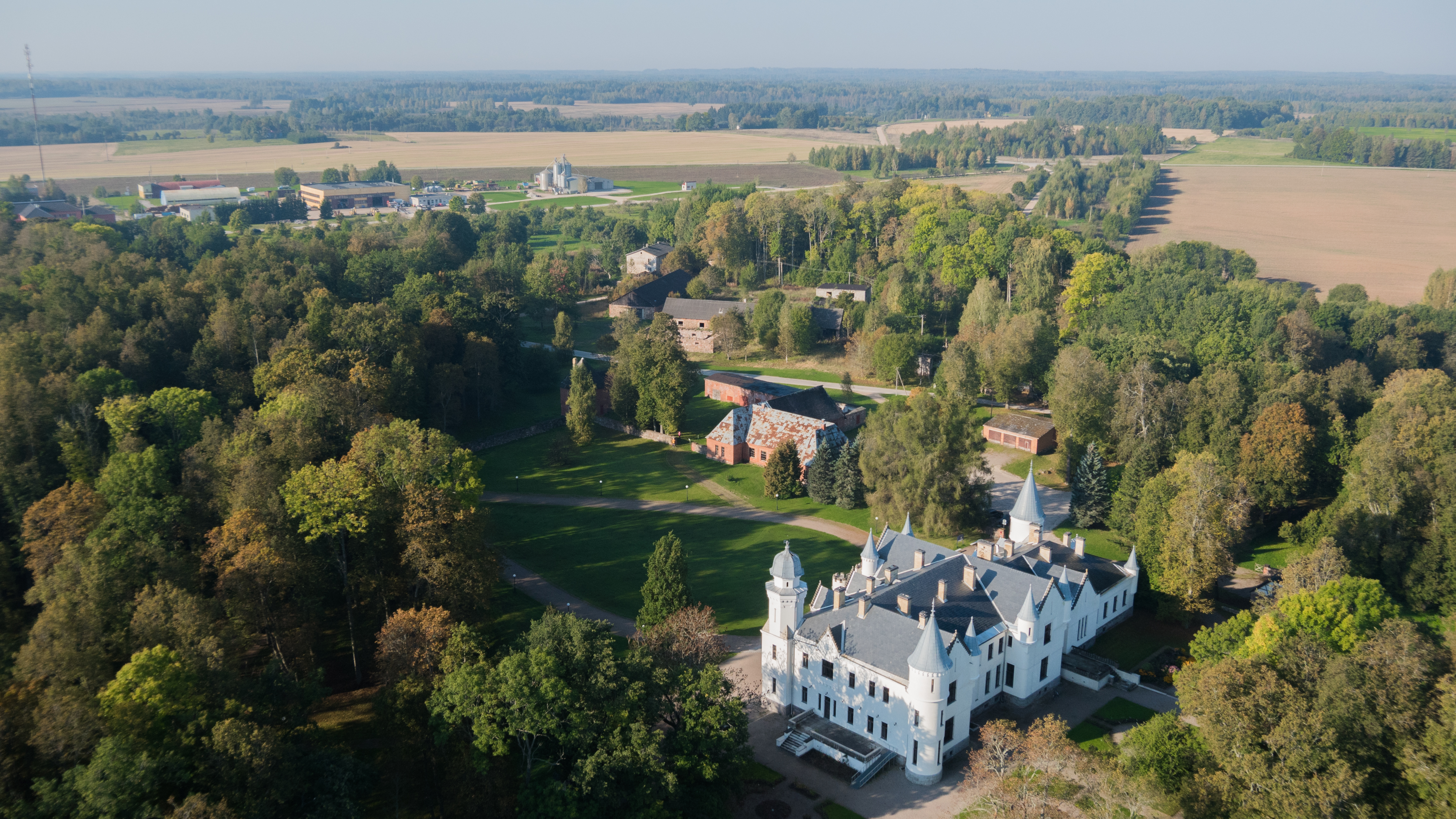
Visão aérea
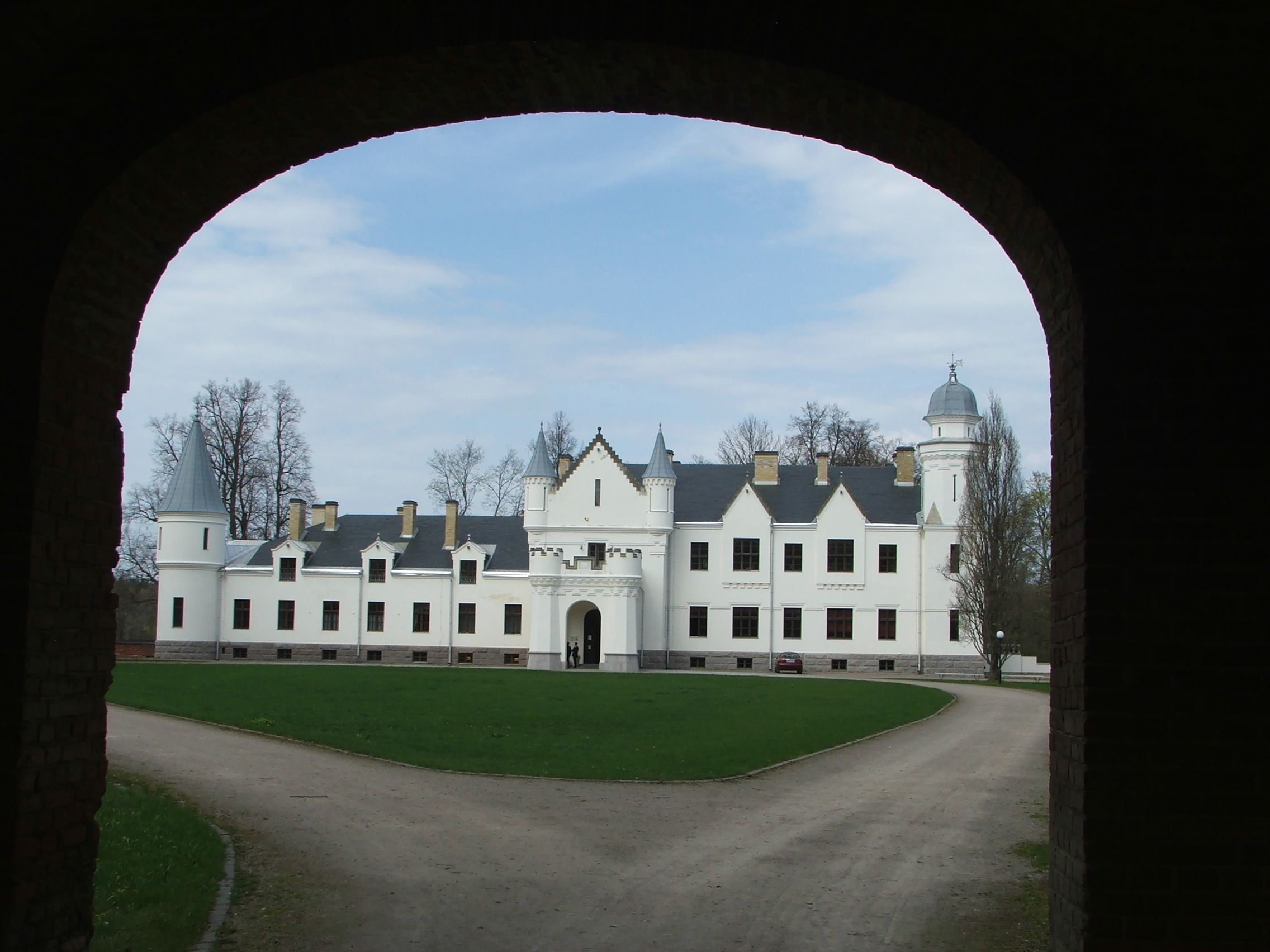
Visão frontal a partir do arco
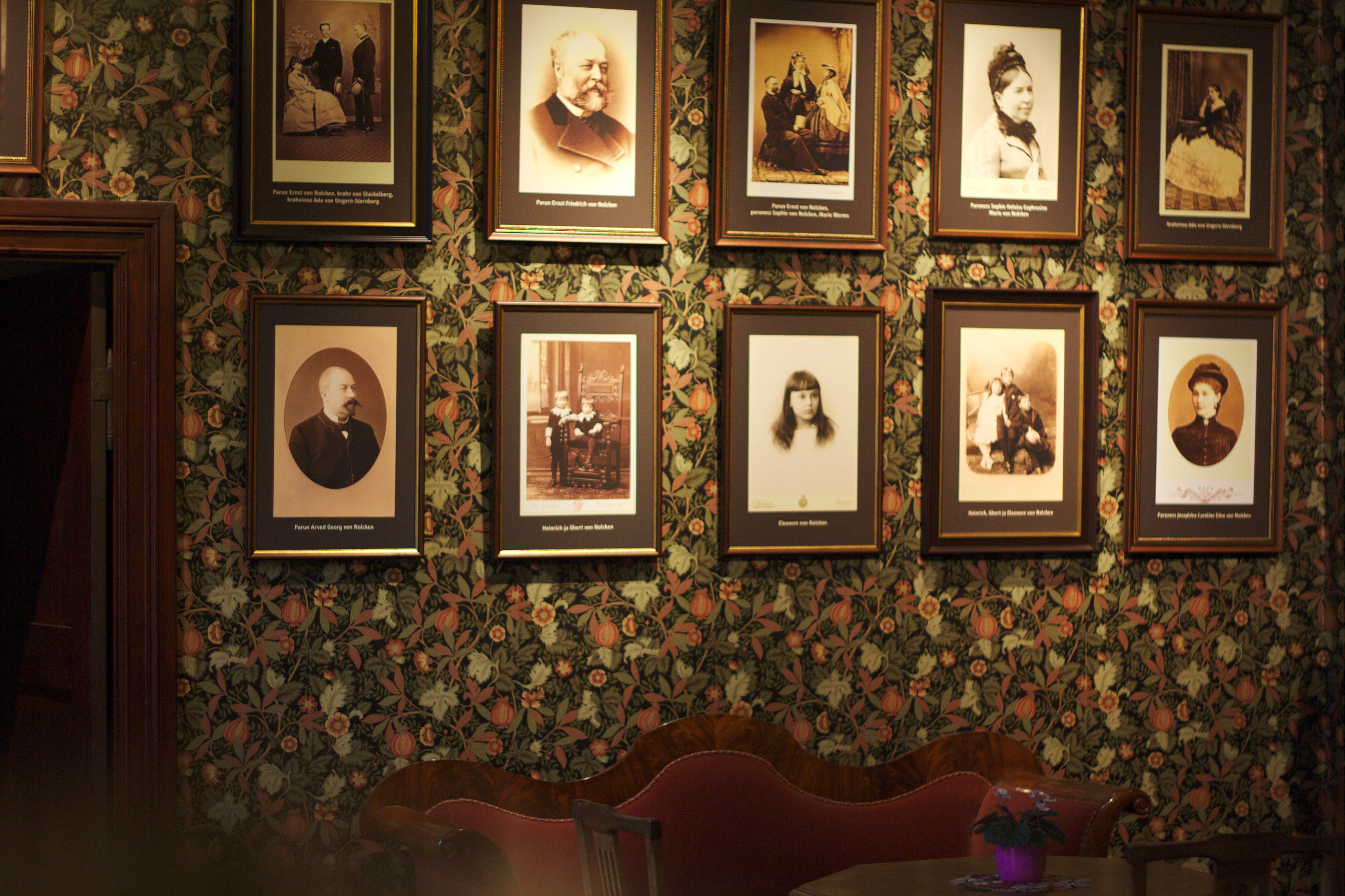
Interior
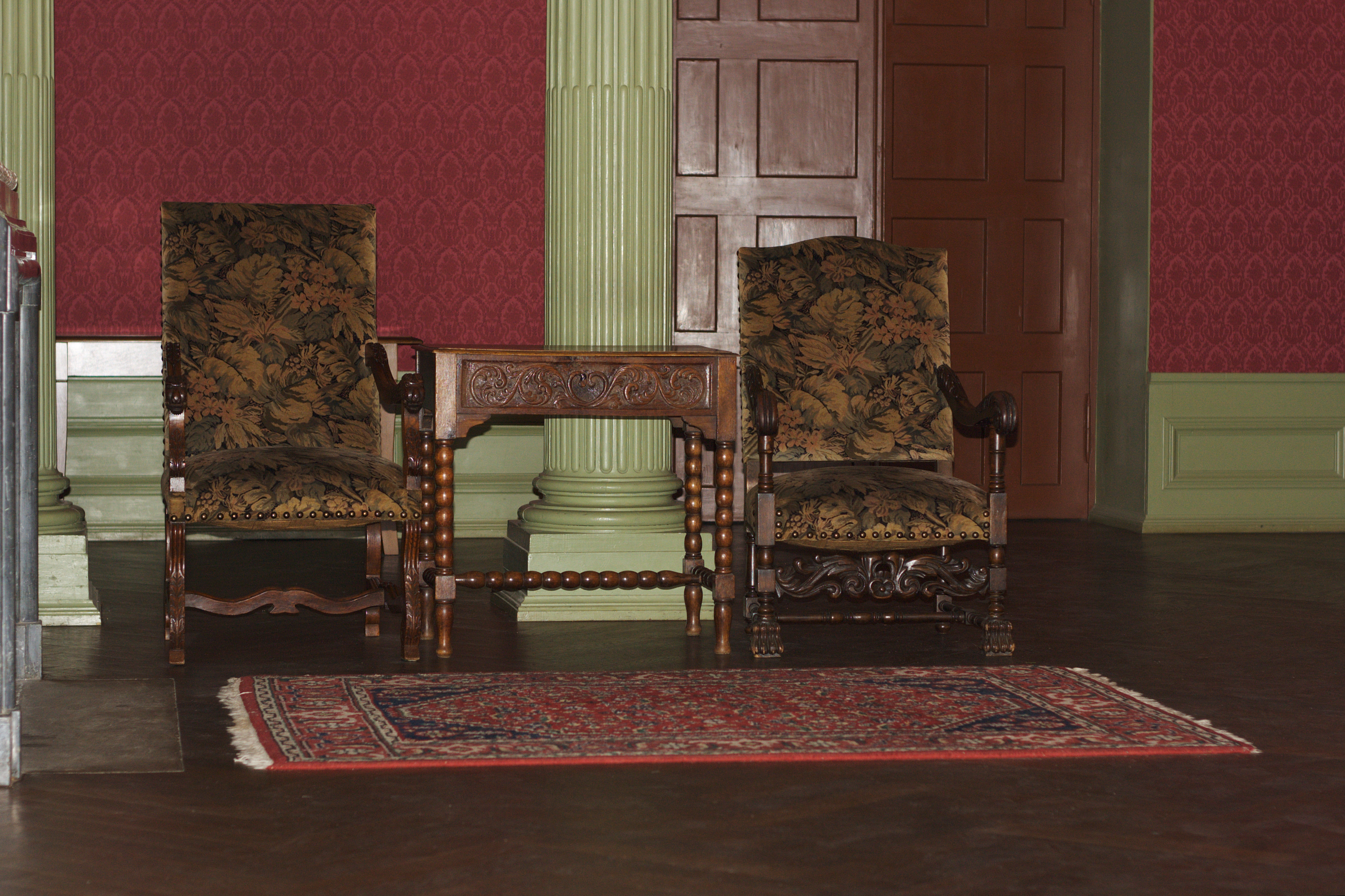
Interior